# Purchawkowiec
Purchawkowiec (Lycoperdina) – rodzaj chrząszcza z rodziny wygłodkowatych i podrodziny Lycoperdininae.
Chrząszcze o małych lub średnich rozmiarach. Ciało mają połyskujące, w zarysie wydłużone do jajowatego, grzbietowo wypukłe. Ubarwienie ich waha się od jasnorudobrązowego po czarne, niekiedy z plamami na przedpleczu i pokrywach. Krótsze od połowy długości ciała czułki wieńczy buławka złożona z dwóch luźno połączonych członów. Wewnętrzna krawędź żuwaczki zaopatrzona jest w drobny ząbek. Przedplecze jest zwężone ku tyłowi, o ostrych lub wąsko zaokrąglonych kątach przednich i prostych lub ostrych kątach tylnych, na powierzchni wyraźną bruzdą nasadową i głębokimi, prawie równoległymi bruzdami bocznymi, na przedniej krawędzi zaopatrzone w błonę strydulacyjną. Bardzo wąskie przedpiersie nie sięga za panewki bioder przedniej pary. Śródpiersie ma krótki wyrostek międzybiodrowy wąsko oddzielający biodra środkowej pary. Wydłużone, wypukłe, najszersze w nasadowej 1/3 lub 1/2, równomiernie ku szczytowi zwężone i tam tępo zakończone pokrywy mają powierzchnię nieregularnie pokrytą delikatnymi punktami. Uda swoją największą szerokość osiągają w 1/3 od krawędzi. Spośród pięciu widocznych, stawowo połączonych sternitów (wentrytów) odwłoka te od drugiego do czwartego są podobnych długości i łącznie tak długie jak pierwszy. Samiec ma tergit i sternit dziewiątego segmentu odwłoka z parzystymi, zlanymi w pobliżu nasady lub w połowie długości apofizami. Narządy rozrodcze samca cechuje pierścieniowaty tegmen, zlane paramery i umiarkowanie długi, mocno zesklerotyzowany edeagus o krótkim, kciukowatym odgałęzieniu wierzchołkowym płata środkowego.
Przedstawiciele rodzaju zasiedlają Holarktykę, Afrykę Południową i Madagaskar. W Polsce występują tylko L. bovistae i L. succincta, których to larwy rozwijają się owocnikach purchawkowatych (zobacz też: wygłodkowate Polski).
Rodzaj ten wprowadził w 1807 roku Pierre-André Latreille. Należą doń gatunki:

- Lycoperdina angusta Arrow, 1948
- Lycoperdina apicata Fairmaire, 1898
- Lycoperdina banatica Ganglbauer, 1899
- Lycoperdina bovistae (Fabricius, 1792)
- Lycoperdina canariensis Gillerfors, 1991
- Lycoperdina castaneipennis Gorham, 1874
- Lycoperdina clavata Arrow, 1948
- Lycoperdina crassicornis Reitter, 1880
- Lycoperdina dux Gorham, 1873
- Lycoperdina ferruginea LeConte, 1824
- Lycoperdina gomerae Franz, 1979
- Lycoperdina horrida Strohecker, 1957
- Lycoperdina hiranoi Sogoh et Yoshitomi, 2017[3]
- Lycoperdina humeralis Wollaston, 1864
- Lycoperdina kivuensis Strohecker, 1957
- Lycoperdina koltzei Reitter, 1887
- Lycoperdina mandarinea Gerstaecker, 1858
- Lycoperdina maritima Reitter, 1884
- Lycoperdina morosa (Arrow, 1920)
- Lycoperdina mus Arrow, 1948
- Lycoperdina pallida Gebier, 1841
- Lycoperdina penicillata Marseul, 1868
- Lycoperdina perrieri Fairmaire, 1898
- Lycoperdina pulvinata Reitter, 1884
- Lycoperdina rifensis Franz, 1979
- Lycoperdina sanchezi Oromi & Garcia, 1987
- Lycoperdina sericea Gerstaecker, 1858
- Lycoperdina succincta (Linnaeus, 1767)